# Marc de Maar
Marc de Maar (Assen, 15 febbraio 1984) è un ex ciclista su strada olandese, professionista dal 2006 al 2018, e più volte campione nazionale in linea e a cronometro prima delle Antille Olandesi e poi di Curaçao.

## Palmarès
- 2001 (Juniores)

Classique des Alpes juniors
- 2004 (Rabobank Continental, una vittoria)

Rund um den Finanzplatz Eschborn-Frankfurt Under-23
- 2005 (Rabobank Continental, cinque vittorie)

Prologo Olympia's Tour
8ª tappa Olympia's Tour
Triptyque des Monts et Châteaux
Tour du Loir-et-Cher
2ª tappa Tour de Gironde
- 2010 (UnitedHealthcare, sette vittorie)

Campionati delle Antille Olandesi, Prova in linea
Campionati delle Antille Olandesi, Prova a cronometro
3ª tappa Mount Hood Cycling Classic
Classifica generale Mount Hood Cycling Classic
3ª tappa Tour de Beauce
5ª tappa Tour de Beauce
1ª tappa Cascade Classic
- 2011 (Quick Step, due vittorie)

Campionati di Curaçao, Prova in linea
Campionati di Curaçao, Prova a cronometro
- 2012 (UnitedHealthcare, tre vittorie)

Campionati di Curaçao, Prova in linea
Campionati di Curaçao, Prova a cronometro
5ª tappa Tour of Britain (Stoke-on-Trent > Stoke-on-Trent)
- 2013 (UnitedHealthcare, una vittoria)

5ª tappa Tour de Beauce (Québec > Québec)
- 2014 (UnitedHealthcare, una vittoria)

2ª tappa Tour of Norway (Drøbak > Sarpsborg)

### Altri successi
- 2014 (UnitedHealthcare)

Classifica scalatori Presidential Cycling Tour of Turkey

## Piazzamenti

### Grandi Giri
- Giro d'Italia

2006: 125º
- Vuelta a España

2007: 109º
2008: 56º
2011: 82º

### Classiche monumento
- Milano-Sanremo

2014: 53º
- Parigi-Roubaix

2006: 60º
- Liegi-Bastogne-Liegi

2015: ritirato

### Competizioni mondiali
- Campionati del mondo

Lisbona 2001 - In linea Juniores: 19º
Verona 2004 - In linea Under-23: 8º
Madrid 2005 - In linea Under-23: ritirato
Varese 2008 - In linea Elite: ritirato